# Fusciphantes setouchi
Fusciphantes setouchi là một loài nhện trong họ Linyphiidae.
Loài này thuộc chi Fusciphantes. Fusciphantes setouchi được Ihara miêu tả năm 1995.